# Cremnops
Cremnops är ett släkte av steklar som beskrevs av Förster 1862. Cremnops ingår i familjen bracksteklar.

## Dottertaxa tillCremnops, i alfabetisk ordning[1][2]
- Cremnops apicalipennis
- Cremnops ashmeadi
- Cremnops atripennis
- Cremnops bicolor
- Cremnops bispinosus
- Cremnops boliviensis
- Cremnops borealis
- Cremnops borneanus
- Cremnops californicus
- Cremnops cameronii
- Cremnops caribensis
- Cremnops collaris
- Cremnops commutator
- Cremnops comstocki
- Cremnops crassifemur
- Cremnops cubensis
- Cremnops desertor
- Cremnops dissimilis
- Cremnops elegantissimus
- Cremnops ferrugineus
- Cremnops florissanticola
- Cremnops frustalis
- Cremnops fulgidipennis
- Cremnops fuscipennis
- Cremnops guanicanus
- Cremnops haematodes
- Cremnops hedini
- Cremnops indicus
- Cremnops insulcatus
- Cremnops kapilli
- Cremnops kelloggii
- Cremnops malayensis
- Cremnops marginipennis
- Cremnops marshi
- Cremnops mekongensis
- Cremnops melamopterus
- Cremnops melanoptera
- Cremnops misionensis
- Cremnops monochroa
- Cremnops montrealensis
- Cremnops nigrosternum
- Cremnops obsolescens
- Cremnops papuanus
- Cremnops pectoralis
- Cremnops philippinensis
- Cremnops plesiopectoralis
- Cremnops posticeniger
- Cremnops pulchripennis
- Cremnops punctatus
- Cremnops richteri
- Cremnops rubrigaster
- Cremnops ruficeps
- Cremnops rufitarsis
- Cremnops salomonis
- Cremnops schubotzi
- Cremnops sculpturalis
- Cremnops sharkei
- Cremnops shenefelti
- Cremnops similis
- Cremnops slossonae
- Cremnops testaceus
- Cremnops tibiomaculatus
- Cremnops turrialbae
- Cremnops variceps
- Cremnops varipilosella
- Cremnops washingtonensis
- Cremnops willinki
- Cremnops violaceipennis
- Cremnops virginiensis
- Cremnops vulgaris
- Cremnops xanthostigma
- Cremnops yucatanus
- Cremnops zululandensis